# Sabictas
Sabictas (en grec ancien Σαβίκτας / Sabiktas), appelé aussi Abistaménès, est un satrape ou un gouverneur de Cappadoce sous le règne d'Alexandre le Grand.

## Biographie
Probablement natif de Cappadoce, Sabictas est désigné satrape ou un gouverneur de Cappadoce à l'été 333 av. J.-C.. Il dirige la partie sud de la Cappadoce, près du Taurus, alors qu'Ariarathe Ier dirige la partie nord. 
Il est appelé Abistaménès par Quinte-Curce ; mais il s'agit probablement d'une erreur de transcription, bien qu'Helmut Berve estime qu'Abistaménès est le successeur de Sabictas. 
Selon la volonté d'Alexandre le Grand alors en route vers les Portes de Cilicie, il succède à Mithrobuzanès, le dernier satrape achéménide de Cappadoce, qui a trouvé la mort à la bataille du Granique en 334. Son emprise sur la Cappadoce semble avoir été faible, car des soldats cappadociens ont combattu pour Darius III pendant la bataille de Gaugamèles en 331. Il n'est peut-être même plus au pouvoir à ce moment-là, car il semble disparaître à la suite de la bataille d'Issos en 333 : il n'est pas mentionné au moment de la contre-offensive perse en Anatolie. Son mandat est certainement achevé depuis longtemps au moment de la mort d'Alexandre en  323, lorsque l'intégralité de la Cappadoce a été donnée à Eumène de Cardia.